# Palmera de Palmira
La palmera de Palmira o palmera de Cambodja (Borassus flabellifer) és una espècie de palmera robusta que pot viure 100 anys o més i proporciona un fruit tropical. El seu tronc sembla el del cocoter.

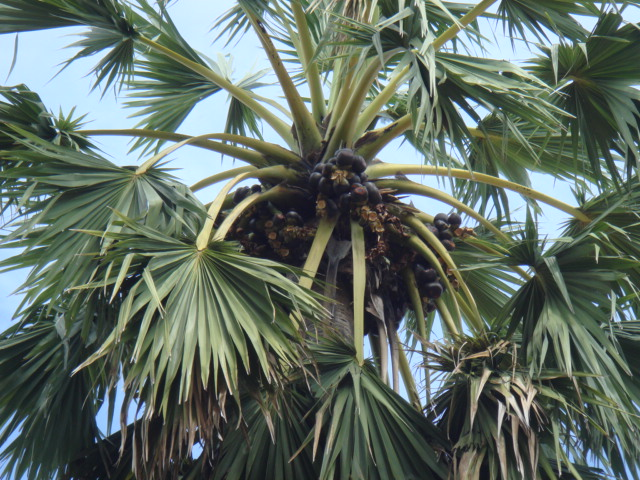
Fruits a l'arbre

## Fruit

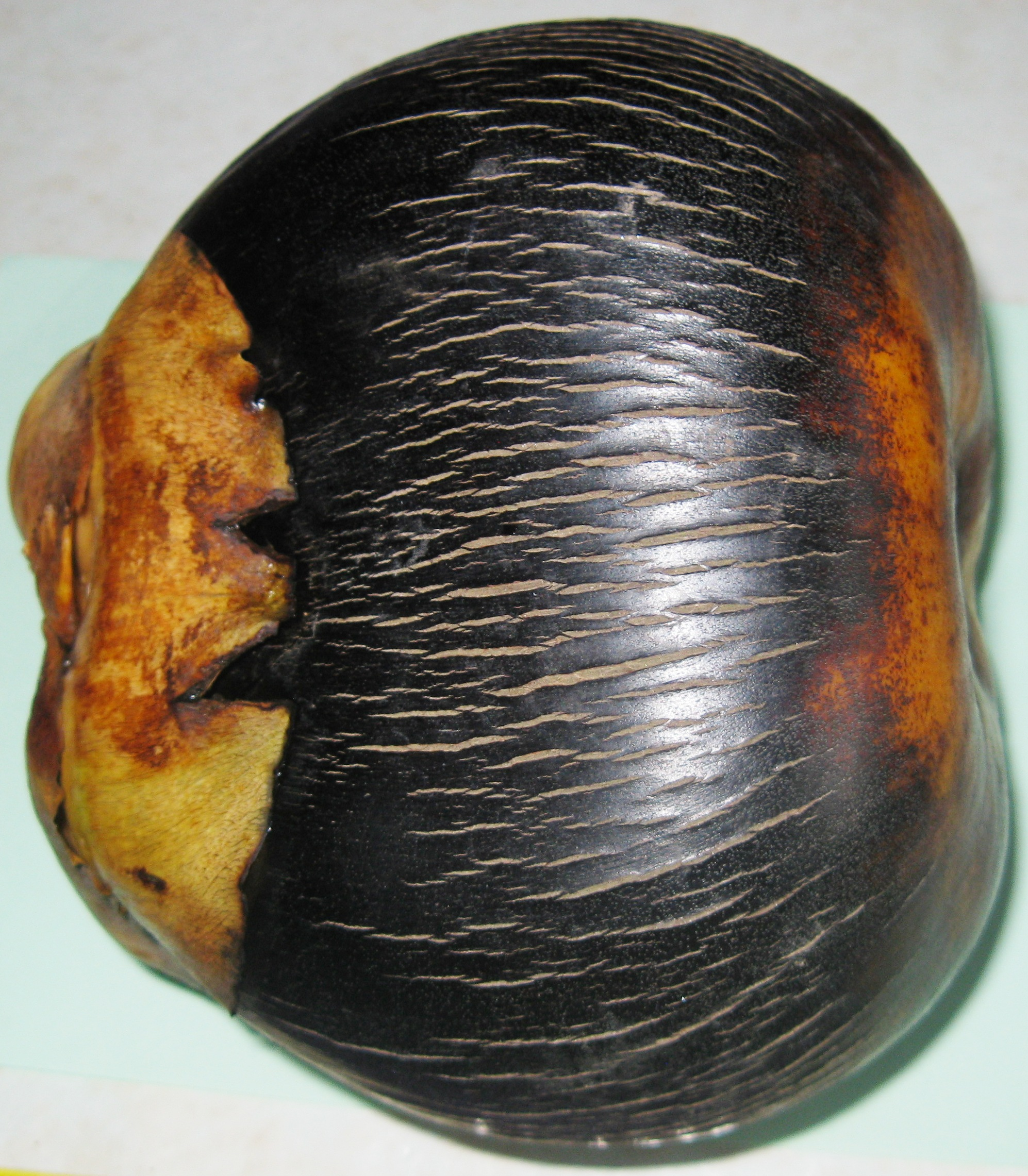
Fruita de Borassus flabellifer

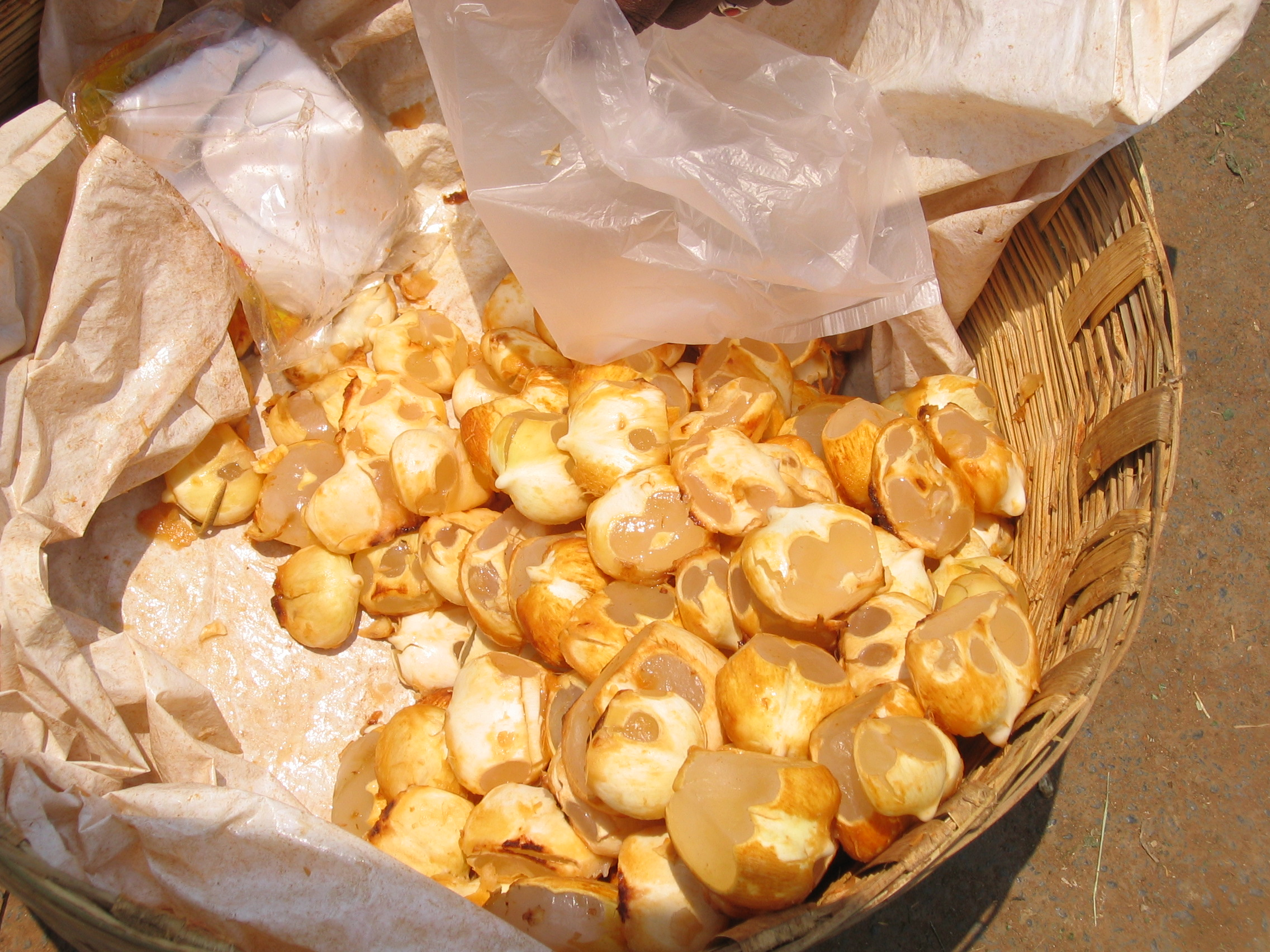
Llavors gelatinoses comestibles, Guntur, Índia

El fruit, Coco "Palmyra" és rodó amb els extrems aplanats. No es difícil d'extreure de la pell que el cobreix. Al seu interior hi ha una polpa blanca amb tres llavors i una mica d'aigua, depenent del grau de maduració. Mesura de 10 a 17,5 cm de diàmetre, té una closca negra i apareix de manera agrupada. S'ha de tallar la part superior del fruit per veure la part dolça i gelatinosa de color blanc pàl·lid similar a la del litxi, però amb un gust més suau i sense pinyol.
De la saba d'aquesta palmera s'obté un suc anomenat vi de palma i, fermentat, se'n fa la beguda alcohòlica anomenada arrack, o es concentra per fer sucre de palmira sense refinar.

### Brots
Als estats de l'Índia d'Andhra Pradesh i Tamil Nadu i a Jaffna, Sri Lanka, es fan germinar les llavors i les tiges flexibles que apareixen per sota de la superfície; es bullen i mengen (reben el nom tàmil de Panai Kizhangu o Panamkizhangu, i en idioma telugu Thegalu).
A Indonèsia, les fulles es fan servir com a paper, que rep el nom de lontar.
La palmera de Palmira és l'arbre oficial de Tamil Nadu.